# Dải rút

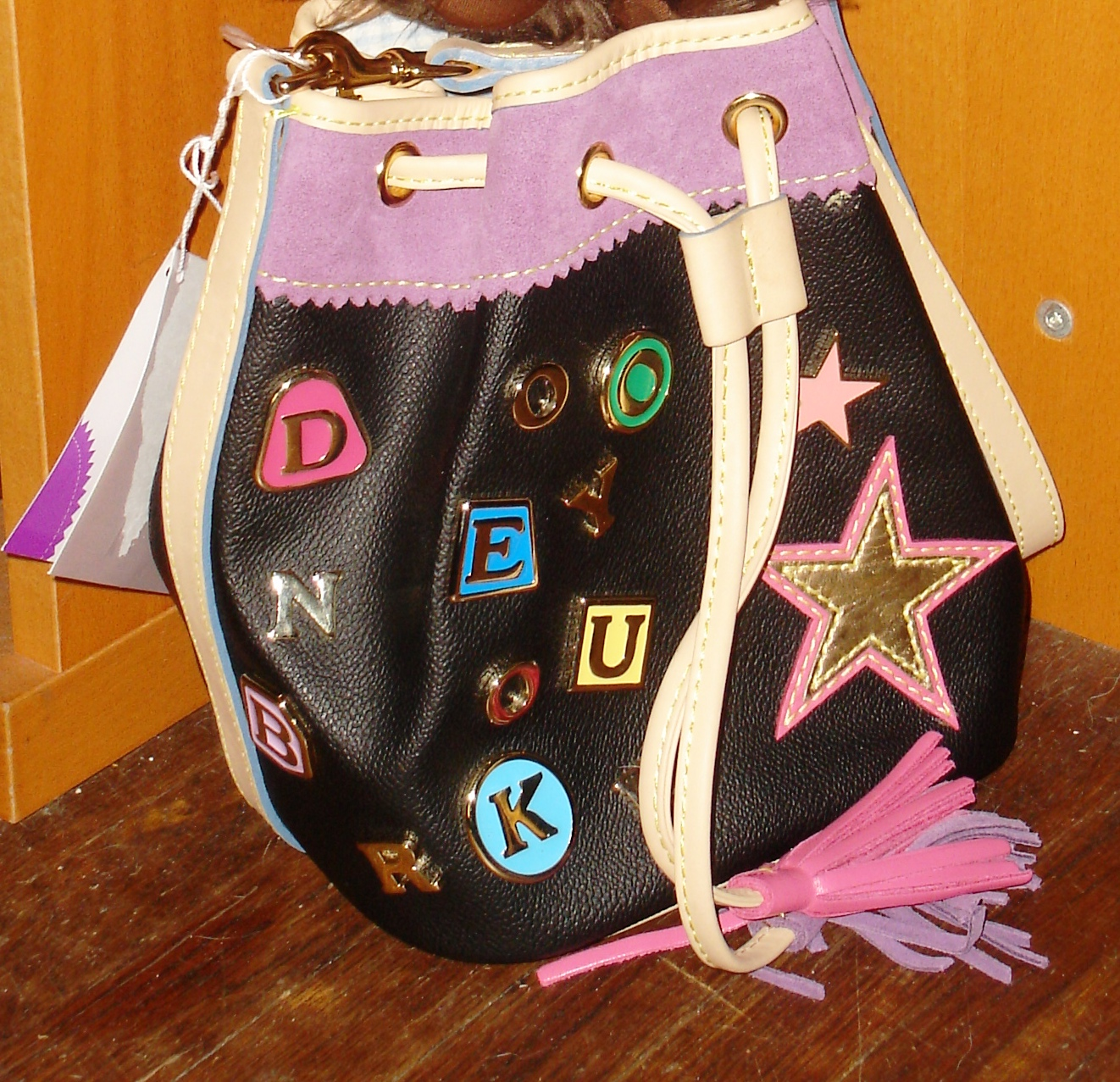
Dải rút dùng để khép miệng túi xách, có vòng khuyết kim loại giữ mép túi không bị rách

Dải rút là sợi dây may luồn vào mảnh vải để kéo và thu gọn khúc vải đó. Hai đầu dây thường thắt nút để giữ vị trí. Khi cần thì dải rút có thể kéo vào thắt chặt hoặc nới ra buông lỏng. Một loại dải rút phổ biến là dây giầy, khi cần thì buộc chặt để giầy khỏi tuột.
Dải rút thường dùng ở viền gấu. Đối với quần thì dải rút thường là dải dẹp luồn ở lai quần vòng quanh eo để giữ quần không tuột. Lỗ luồn dải rút có khi củng cố thêm vòng khuyết để khỏi rách.
Khi dùng áo dài thì người mặc thường dùng quần ta buộc bằng dải rut và thắt lưng, không như quần tây cài khuy và khóa kéo.